# Reino de Talamanca
Se conoció como Reino de Talamanca al período histórico que abarca el Decreto Ejecutivo emitido por el gobierno de Costa Rica el 25 de julio de 1867 en que se reconocía a los monarcas indígenas talamanqueños como «jefes políticos» de la región, hasta la muerte de su último rey Antonio Saldaña en 1910, aparentemente envenenado, y que al morir sin herederos puso fin a la línea sucesoria.

## Historia
La región de Talamanca poblada principalmente por indígenas de las etnias bribris, cabécares, teribes, changuinolas y borucas y nunca fue enteramente doblegada por los conquistadores españoles. Por ello el dominio político del gobierno central costarricense era poco más que simbólico. Sucesivas revueltas indígenas sucedieron en la zona incluyendo las de los terbis (1544), chánguinas (1610), urinamas (1678) y tariacas (1709). La más notoria sería aquella liderada por el cacique Pablo Presbere ejecutado por los españoles el 4 de julio de 1710 en Cartago.
Para 1862 había tres reyes indígenas en las montañas de Talamanca; Chirimo, Lapis y Santiago Mayas, quienes fueron reconocidos como jefes políticos oficialmente vía decreto ejecutivo el 25 de julio. Los primos de Mayas; William Forbes, alias «Rey Willie» y Birche tomarían el poder a la muerte de Lapis. Gobernaban sobre una población de aproximadamente 3000 indígenas mayormente bribris y cabécares. Birche sería destituido por el gobernador de Limón por presuntos abusos de poder en 1874 recayendo la corona enteramente en Forbes, aunque para este punto su liderazgo era simbólico pues el gobernador de facto era el marine estadounidense John H. Lyon, casado con una mujer indígena de la nobleza y que ostentaba el cargo oficial de regente o reductor de Talamanca. Forbes lideraía una revuelta indígena contra las autoridades políticas que llevaría a ser declarado en rebeldía por el gobierno central, sería acusado de homicidio y destituido por el gobernador de Limón por lo que su cargo fue otorgado a su sobrino Antonio Saldaña el 23 de mayo de 1880. El 4 de julio de 1890 se le otorga un salario oficial por «servicios prestados a la colonia de San Bernardo de Talamanca» de 40 pesos mensuales. Saldaña tuvo una actitud ambivalente hacia el gobierno costarricense, por un lado oponiéndose al envío de docentes y al servicio militar de indígenas, y por otro solicitando al presidente Cleto González Víquez mayor inversión y desarrollo en la zona. Se opuso a la intervención de la United Fruit Company en su feudo con, según cuenta la tradición oral, sabotajes a las plantaciones y vías férreas.
Saldaña ocupó el cargo por tres décadas aunque más como figura decorativa que política, sin embargo su peso moral le permitía ejercer influencia sobre los pobladores indígenas y su oposición a la explotación que hacía la United Fruit Company en la zona le granjeó poderosos enemigos. Murió casi al mismo tiempo que su sobrino mayor y heredero según la tradición bribri (matrilineal), José. Se sospecha que ambos envenenados. Aunque su segundo sobrino Ramón Almengor (Siarke) reclamó el título solo fue reconocido por los bribris. El fin del linaje que terminó con la casta Blu o casta real bribri fue un duro golpe cultural por lo que el reino como tal llegó a su fin y el territorio sería integrado plenamente al resto del país.

## Reyes de Talamanca
Reconocidos oficialmente por el gobierno de Costa Rica:
- Santiago Mayas (1862-1871)
- Birche (1872-1874)
- William Forbes (1872-1880)
- Antonio Saldaña (1880-1910)

No reconocidos:
- Siarke
- Ana Maura Vargas Morales (2010-actualmente)